# Beatriz Magro Nogales
Beatriz Magro Nogales (1987, Fregenal de la Sierra, Badajoz). Empresaria española es cofundadora de la empresa Komvida Kombucha S.L., junto a Nuria Morales. Es especialista en Marketing y Comunicación y, recientemente, ha sido nombrada Emprendedora Endeavor.

## Biografía
Descendiente del pintor extremeño Eugenio Hermoso, estudió Traducción e Interpretación y Piano. Tras trabajar 3 años para empresas del Ibex, en el Think Tank Corporate Excellence, decidió dar la vuelta al mundo en solitario. En ese viaje, descubre la bebida kombucha y decide crear su propia kombucha en su pueblo natal Fregenal de la Sierra (Badajoz).
En 2016, junto a su socia Nuria Morales, pone en marcha Komvida, la única marca de kombucha con el certificado IFS en Europa. Desde su empresa ha apostado por su pueblo y su región, pese a las complejidades de distribuir a todo el mundo desde una población de 5000 habitantes. Además, ha realizado una fuerte apuesta por la mujer y su plantilla está compuesta por un 86 % de mujeres del área rural. Actualmente, Komvida distribuye su kombucha a través de su tienda online, y de más de 7.000 tiendas ecológicas, herbolarios y grandes superficies españolas. La marca de kombucha extremeña tiene también presencia en Portugal, Hungría, República Checa y Eslovaquia.

En 2023 es elegida patrona por Endeavor, la organización global que selecciona y apoya a emprendedores de alto impacto. Siendo la segunda empresaria en ser seleccionada para esta función al ser:
Un absoluto referente del emprendimiento femenino cuyo negocio, que lidera con Nuria Morales, ha disrumpido el mercado de los refrescos, atrayendo al consumidor hacia una bebida saludable, y que ha contribuido al bienestar social de la España rural empleando a decenas de mujeres en Extremadura.

## Premios y reconocimientos
| Año  | Reconocimiento                                                       | Nota |
| ---- | -------------------------------------------------------------------- | --- |
| 2018 | Premios Empresarios de Badajoz                                       | Mujer emprendedora, junto a Nuria Morales                                                                        |
| 2019 | Ranking "30 jóvenes más influyentes por debajo de los 30 años"       | Aspen Institute de España                                                                                        |
| 2019 | Ranking CHOISEUL 100 España 2019 “Los líderes económicos del mañana” | Instituto Choiseul                                                                                               |
| 2020 | Premios Emprendedor XXI                                              | Otorgado por el Ministerio de Industria, Comercio y Turismo, a través de Enisa, y CaixaBank, a través de DayOne. |
| 2021 | Top100 de Mujeres Líderes'20                                         | |
| 2021 | Emprendedora Endeavor.                                               | |
| 2022 | Premio emprendedor del año / junto a Nuria Morales                   | Merca2 |
| 2022 | Most Creative People in Business 2022 / junto a Nuria Morales        | Forbes |
| 2023 | FInalista del Premio EY a la Scale Up del año 2023                   | EY |
| 2023 | Medallas de Oro de la Provincia                                      | ex aequo a Beatriz Magro y Nuria Morales                                                                         |
| 2024 | Premio Empresaria CaixaBank en Castilla-La Mancha y Extremadura      | |
| 2024 | Premios With / 2ª edición                                            | Premio en dupla con Nuria Morales                                                                                |
| 2024 | Premio a la Mejor Iniciativa Emprendedora del Sur de España          | |